# 阿莫勒县
阿莫勒縣（波斯語：‎）位於伊朗馬贊德蘭省，首府是阿莫爾。
根據2006年的人口普查數據顯示總人口為343,747人。2011年的數據為370,774人。2016年的數據顯示總人口為401,639人。